# ムクンダ・シャラン・ウパデアーエ
ムクンダ・シャラン・ウパデアーエ（ネパール語：मुकुन्द शरण पउाध्याय）は、ネパール出身の詩人、言語学者。1940年4月17日、ポカラ近郊のヘムジャで生まれた。著書『プラクリット・ポカラ（प्राकृत पोखरा）』で、1964年のマダン賞を受賞した。

## 経歴・人物
ウパデアーエはポカラで1940年4月17日、父パンディット・ダシャラス・ウパデアーエと母ケシャール・クマリ・ウパデアーエの息子として生まれた。トリブバン大学で芸術の修士号を取得して卒業後、著書『プラクリット・ポカラ（प्राकृत पोखरा）』で、1964年のマダン賞を受賞した。ウパデアーエは多数のネパール語・サンスクリット語の本を執筆しており、ネパール語・サンスクリット語文学に重要な貢献をしたため、ネパール政府とインド政府の両方から認められた文学者である。
ウパデアーエの物語「Jhagada Ko Okhati」は有名で、その翻訳版はバングラデシュの学校のカリキュラムでも教えられている。